# Sigma Dos
Sigma Dos es una empresa española de estudios de mercado y demoscopia que fue fundada en el 1982. Desde 2018 forma parte de la red Gallup International, la organización global de estudios de mercado e investigación social, y es socio de la Asociación Española de Estudios de Mercado, Marketing y Opinión (AEDEMO).
La compañía cuenta con un sistema CATI (Computer Assisted Telephone Interview) con más de 120 puestos desde donde se realizan las entrevistas telefónicas asistidas por ordenador, y posee un sistema CAPI (Computer Assisted Personal Interviewing) de 65 puestos con tecnología asistida por ordenador y tabletas. 
Sigma Dos colabora con diferentes medios de comunicación, tanto de ámbito local como nacional. Entre ellos, destaca el periódico El Mundo. Desde el septiembre de 2018, Sigma Dos publica junto al grupo Unidad Editorial el suplemento social OBSERVADOS, que se distribuye periódicamente junto a las cabeceras El Mundo y Expansión. 
Anualmente, Sigma Dos realiza la encuesta sobre la percepción en España para la Fundación COTEC y, con motivo de la celebración del Día del Abuelo, se realiza un estudio en el que se analiza la situación de los mayores en España para la ONG Mensajeros de la Paz. 
En 2018, se realizó el “Observatorio económico del cáncer en las familias en España”, junto a la Asociación Española Contra el Cáncer. Actualmente desarrolla, junto al grupo BISITE de la Universidad de Salamanca, la plataforma Trustsurvey, una herramienta de verificación de encuestas en línea.